# Sojuz TMA-19M
Sojuz TMA-19M è un volo astronautico verso la Stazione Spaziale Internazionale (ISS) e parte del programma Sojuz, ed è il 128° volo con equipaggio della navetta Sojuz dal primo volo avvenuto nel 1967.

## Equipaggio
| Ruolo               | Equipaggio                                           | Equipaggio                                           |
| ------------------- | ---------------------------------------------------- | ---------------------------------------------------- |
| Comandante          | Jurij Malenčenko, Roscosmos Expedition 46 Sesto volo | Jurij Malenčenko, Roscosmos Expedition 46 Sesto volo |
| Ingegnere di volo 1 | Timothy Kopra, NASA Expedition 46 Secondo volo       | Timothy Kopra, NASA Expedition 46 Secondo volo       |
| Ingegnere di volo 2 | Timothy Peake, ESA Expedition 46 Primo volo          | Timothy Peake, ESA Expedition 46 Primo volo          |

### Equipaggio di riserva
| Ruolo               | Equipaggio                   | Equipaggio                   |
| ------------------- | ---------------------------- | ---------------------------- |
| Comandante          | Anatolij Ivanišin, Roscosmos | Anatolij Ivanišin, Roscosmos |
| Ingegnere di volo 1 | Takuya Ōnishi, JAXA          | Takuya Ōnishi, JAXA          |
| Ingegnere di volo 2 | Kathleen Rubins, NASA        | Kathleen Rubins, NASA        |